# Adriana van Tongeren
Adriana van Tongeren (geboren um 1691 in Amsterdam; begraben am 13. April 1764 ebenda) war eine niederländische Schauspielerin.

## Leben
Adriana van Tongeren wurde vermutlich 1691 in Amsterdam geboren. Ihre Eltern sind nicht bekannt. Sie heiratete am 3. Oktober 1714 in Delfshaven den aus Wismar stammenden Schauspieler Jan Hendrik Jordaan (ca. 1683–1749). Aus dieser Ehe gingen zwei Töchter und sechs Söhne hervor, von denen drei Söhne früh starben.
Sie trat laut dem Historiker Ernst Ferdinand Kossmann der Truppe von Jacob van Rijndorp um 1710 in Den Haag bei. Es ist nicht bekannt, ob ihr Mann Jan Hendrik Jordaan auch bei der Truppe engagiert war, es ist jedoch zu vermuten. Jordaan war zu dem Zeitpunkt bereits geschieden und hatte zwei Kinder sowie einige umstrittene Affären gehabt. Mit der Schauspielerin Isabella Rigo hatte er ein Jahr vor der Hochzeit mit Adriana van Tongeren eine uneheliche Tochter. Dieses Verhältnis führte zu seiner Entlassung vom Amsterdamer Theater. Im Jahr 1715 wurde Johanna, das erste Kind von Adriana und Jan Hendrik, in Leiden getauft, wo Van Rijndorp ein Theater hatte. Ihr zweites Kind, Jacob, wurde 1716 in Den Haag geboren; Jacob van Rijndorp war Pate. Beide Kinder traten später auch als Schauspieler auf.
Adriana van Tongeren erhielt 1717 einen Vertrag mit der Stadsschouwburg Amsterdam, Jan Hendrik Jordaan kehrte erst drei Jahre später zurück an das Theater. Er blieb wahrscheinlich bei Van Rijndorps Truppe. Zwei Mitglieder der Truppe Anna van Rijndorp und Gillis Nozeman waren 1718 Taufzeugen für das dritte Kind, welches jedoch innerhalb eines Jahres starb. Zwischen 1719 und 1725 wurden fünf weitere Kinder geboren, von denen zwei ebenfalls innerhalb eines Jahres starben. Das Ehepaar Jordaan-van Tongeren freundete sich am Amsterdamer Theater mit den Kollegen Susanna Maria van der Duyn und ihrem Mann Cornelis Troost an. Diese waren zwischen 1721 und 1725 Taufzeugen für drei der Jordaan-Kinder. Hingegen waren die Jordaans Taufzeugen für zwei Troost-Kinder. Alle Kinder beider Paare, mit Ausnahme ihres Erstgeborenen, wurden zu Hause remonstrant getauft, doch erst am 27. Februar 1726 wurden Adriana van Tongeren und das Ehepaar Troost-van der Duyn gleichzeitig Mitglieder der remonstranten Gemeinschaft.
Die Näherin Adriana Maas arbeitete Anfang der 1720er Jahre für Adriana van Tongeren und testete mit ihr auch ihre Rollen. Dabei entdeckte sie das Talent von Adriana Maas für das Schauspiel. Sie bildete sie aus und half ihr, eine erfolgreiche Karriere am Theater zu starten. Um 1730 war Adriana van Tongeren die erste Schauspielerin an der Schouwburg, doch im Laufe der Jahre geriet sie in den Schatten ihrer Schülerin. 1735 spielte sie die Titelrolle in Jacoba van Beieren von Jan de Marre mit Adriana Maas und Anna Maria de Bruyn. Mit Adriana Maas spielte sie auch die Rolle der Badeloch in den jährlichen Aufführungen von Vondels Gijsbrecht. In De Marres Eeuwgetyde, das 1738 anlässlich des 100-jährigen Bestehens der Schouwburg aufgeführt wurde, spielte Adriana van Tongeren die Rolle der Tugend, während Adriana Maas die weibliche Hauptrolle der Minerve spielte. Später spielte Adriana van Tongeren hauptsächlich Königinmütter in Tragödien und schließlich hauptsächlich „altmodische Mütter“ in Farcen.
Nachdem ihr Ehemann Jan Hendrik Jordaan im Februar 1749 verstorben war, zog sie aus dem Haus aus, in dem sie seit 1729 mit ihrem Mann und den Kindern gelebt hatte. Einerseits schien sich Adriana van Tongeren einen anderen Beruf als Schauspielerin gewünscht zu haben, so lässt sich ihr Kommentar gegenüber Jan Punt deuten, als dieser das Theater verließ, um hauptberuflich Kupferstecher zu sein, andererseits war sie durch und durch Schauspielerin. Ihr ganzes Leben stand sie auf der Bühne und als sie schließlich von ihr abgetreten war, fand sie keine Ruhe, wie sie ihrem Arzt berichtete. Einer ihrer letzten bekannten Auftritte war im November 1762 in der Farce De mansmoer von P.W. van Haps. Adriana van Tongeren starb im April 1764 und wurde am dreizehnten desselben Monats in der Zuiderkerk an der Vijzelgracht beigesetzt.